# Primulales
Primulales is een botanische naam, voor een orde van bloeiende planten: de naam is gevormd vanuit de familienaam Primulaceae.
Bentham & Hooker (1862–1883) gebruikten deze naam voor een orde met de volgende samenstelling:
- orde Primulales
  - familie Myrsinaceae
  - familie Plumbaginaceae
  - familie Primulaceae

Het Wettstein-systeem (1935) erkende een orde met deze naam, die geplaatst werd in de onderklasse Sympetalae, met de volgende samenstelling:
- orde Primulales
  - familie Myrsinaceae
  - familie Primulaceae
  - familie Theophrastaceae

Het Cronquist-systeem (1981) erkende een orde met deze naam, die geplaatst werd in de onderklasse Dilleniidae, met de volgende samenstelling:
- orde Primulales
  - familie Myrsinaceae
  - familie Primulaceae
  - familie Theophrastaceae

Het APG-systeem (1998) en het APG II-systeem (2003) erkennen niet een orde onder deze naam; aldaar worden de families die volgens Wettstein en Cronquist in deze orde geplaatst worden, ingedeeld in de (veel grotere) orde Ericales.